# Tim Parker
Timothy Ryan Parker (Hicksville, Nueva York, Estados Unidos, 23 de febrero de 1993), conocido como Tim Parker, es un futbolista estadounidense. Juega de defensa y su equipo es el New York Red Bulls de la Major League Soccer. Es internacional absoluto con la selección de Estados Unidos desde 2018.

## Trayectoria
En su etapa de Universitario, Parker jugó para los St. John's Red Storm de la Universidad de San Juan entre 2011 y 2014. Disputó 79 encuentros, anotó 4 goles y registró cuatro asistencias para el equipo universitario.
Además, en 2012 jugó para los Long Island Rough Riders de la USL PDL, y en 2013 para los Brooklyn Italians de la NPSL.

### Vancouver Whitecaps FC
El 15 de enero de 2015 fue seleccionado por los Vancouver Whitecaps en el puesto 13.º del SuperDraft de la MLS 2015. Debutó profesionalmente el 30 de marzo con el equipo reserva del club, el Whitecaps FC 2 de la USL, en la derrota por 4:0 ante el Seattle Sounders FC 2. Anotó un gol el 5 de agosto en su debut en la Liga de Campeones de la Concacaf al Seattle Sounders FC. En su primer año, el defensor formó parte del plantel que ganó el Campeonato Canadiense 2015, y anotó un gol en la final al Montreal Impact. Los Whitecaps ganaron por 4:2 en el global.

### New York Red Bulls
El 2 de marzo de 2018 fue intercambiado al New York Red Bulls por Felipe, $500 000 y un cupo de jugador internacional para el año 2018. Debutó con los Red Bulls el 6 de marzo en la victoria por 2:0 sobre el Club Tijuana en la Liga de Campeones de la Concacaf.

## Selección nacional
En enero de 2016 recibió su primera llamada a la selección de Estados Unidos para los encuentros amistosos contra Islandia y Canadá, aunque no debutó esa vez. Parker jugó su primer encuentro para Estados Unidos dos años después, el 2 de junio de 2018 contra Irlanda en un encuentro amistoso.

## Estadísticas
Actualizado al último partido disputado en la temporada 2024.
| Club | Div.          | Temporada     | Liga  | Liga  | Copas nacionales(1) | Copas nacionales(1) | Copas internacionales(2) | Copas internacionales(2) | Total | Total |
| Club | Div.          | Temporada     | Part. | Goles | Part.               | Goles               | Part.                    | Goles                    | Part. | Goles |
| --- | ------------- | ------------- | ----- | ----- | ------------------- | ------------------- | ------------------------ | ------------------------ | ----- | ----- |
| Brooklyn Italians Estados Unidos | 4.ª           | 2014          | ―     | ―     | 1                   | 0                   | ―                        | ―                        | 1     | 0     |
| Brooklyn Italians Estados Unidos | Total club    | Total club    | 0     | 0     | 1                   | 0                   | 0                        | 0                        | 1     | 0     |
| Whitecaps FC 2 · Canadá | 3.ª           | 2015          | 7     | 0     | ―                   | ―                   | ―                        | ―                        | 7     | 0     |
| Whitecaps FC 2 · Canadá | Total club    | Total club    | 7     | 0     | 0                   | 0                   | 0                        | 0                        | 7     | 0     |
| Vancouver Whitecaps FC · Canadá | 1.ª           | 2015          | 17    | 0     | 4                   | 1                   | 4                        | 1                        | 25    | 2     |
| Vancouver Whitecaps FC · Canadá | 1.ª           | 2016          | 29    | 0     | 3                   | 1                   | 3                        | 0                        | 35    | 1     |
| Vancouver Whitecaps FC · Canadá | 1.ª           | 2017          | 35    | 1     | 1                   | 0                   | 4                        | 0                        | 40    | 1     |
| Vancouver Whitecaps FC · Canadá | Total club    | Total club    | 81    | 1     | 8                   | 2                   | 11                       | 1                        | 100   | 4     |
| New York Red Bulls Estados Unidos | 1.ª           | 2018          | 33    | 2     | 1                   | 0                   | 4                        | 0                        | 38    | 2     |
| New York Red Bulls Estados Unidos | 1.ª           | 2019          | 32    | 1     | 1                   | 0                   | 4                        | 0                        | 37    | 1     |
| New York Red Bulls Estados Unidos | 1.ª           | 2020          | 20    | 0     | ―                   | ―                   | ―                        | ―                        | 20    | 0     |
| Houston Dynamo Estados Unidos | 1.ª           | 2021          | 34    | 0     | ―                   | ―                   | ―                        | ―                        | 34    | 0     |
| Houston Dynamo Estados Unidos | 1.ª           | 2022          | 28    | 0     | 1                   | 0                   | ―                        | ―                        | 29    | 0     |
| Houston Dynamo Estados Unidos | Total club    | Total club    | 62    | 0     | 1                   | 0                   | 0                        | 0                        | 63    | 0     |
| St. Louis City S. C. Estados Unidos | 1.ª           | 2023          | 31    | 5     | 1                   | 0                   | 1                        | 0                        | 33    | 5     |
| St. Louis City S. C. Estados Unidos | 1.ª           | 2024          | 21    | 0     | ―                   | ―                   | 2                        | 1                        | 23    | 1     |
| St. Louis City S. C. Estados Unidos | Total club    | Total club    | 52    | 5     | 1                   | 0                   | 3                        | 1                        | 56    | 6     |
| New England Revolution Estados Unidos                                                                                                   | 1.ª           | 2024          | 7     | 0     | ―                   | ―                   | 0                        | 0                        | 7     | 0     |
| New England Revolution Estados Unidos                                                                                                   | Total club    | Total club    | 7     | 0     | 0                   | 0                   | 0                        | 0                        | 7     | 0     |
| New York Red Bulls Estados Unidos | 1.ª           | 2025          | 0     | 0     | 0                   | 0                   | 0                        | 0                        | 0     | 0     |
| New York Red Bulls Estados Unidos | Total club    | Total club    | 85    | 3     | 2                   | 0                   | 8                        | 0                        | 95    | 3     |
| Total carrera | Total carrera | Total carrera | 294   | 9     | 13                  | 2                   | 22                       | 2                        | 329   | 13    |
| (1) Incluye datos de la US Open Cup y el Campeonato Canadiense. (2) Incluye datos de la Liga de Campeones de la Concacaf y Leagues Cup. |               |               |       |       |                     |                     |                          |                          |       |       |

## Palmarés

### Títulos nacionales
| Título                | Club                | País   | Año  |
| --------------------- | ------------------- | ------ | ---- |
| Campeonato Canadiense | Vancouver Whitecaps | Canadá | 2015 |